# Kaspar Achatius Beck
Kaspar Achatius Beck (* 22. Dezember 1685 in Markt Berolzheim; † 28. November 1733 in Jena) war ein deutscher Jurist.

## Leben
Beck war der Sohn des Pfarrers Johann Jacob Beck (* 1. Dezember 1653 in Großhabersdorf; † 22. November 1719 in Ansbach) und dessen Frau Sophia Rosina Ulmer (* 2. November 1657 in Gunzenhausen). Er besuchte die Gymnasien in Ansbach und des Klosters in Heilbronn. 1705 immatrikulierte er sich an der Universität Jena, wo er Rechtswissenschaften, Philosophie und Geschichte studierte. Während seines Studiums wechselte er am 16. April 1708 nach Halle (Saale) und Wittenberg und kehrte anschließend nach Jena zurück. Hier wurde er 1709 Lizenziat, 1710 Doktor beider Rechte und 1711 Hofgerichtsadvokat.
1718 wurde er außerordentlicher Professor der Rechte und Beisitzer am Schöffenstuhl, 1726 wurde ihm die ordentliche Professur der Universität übertragen, war damit Assessor am Hofgericht und führte den Vorsitz an der Juristenfakultät. Als er 1730 Professor der Pandekten wurde, übernahm er auch das Amt des Hofrates der ernestinischen sächsischen Häuser.
1731 wurde er Ordinarius der Juristenfakultät, Präses des Schöppenstuhls, Professor Primarius und erster Beisitzer der bürgerlichen Bank im Hofgericht. Beck beteiligte sich auch an den organisatorischen Aufgaben der Salana und war in den Sommersemestern 1727, 1731 Rektor der Alma Mater. 1722 verfasste er eine Ausgabe der Wahlkapitulation Karls des VI. und verschiedene Dissertationen in lateinischer Sprache. Am bedeutendsten sind seine zusammen gedruckten Programme „De Novellis Leonis Augusti et Philosophi earumque usu et auctoritate“, welche 1779 mit Anmerkungen und Anhängen neu herausgegeben wurden.
Beck heiratete am 30. April 1711 in Jena Dorothea Sophia Slevogt (* 1691 in Jena; † 29. Juni 1771 ebd.), die Tochter des Professors Johann Philipp Slevogt. Aus der Ehe gingen verschiedene Kinder hervor. Man kennt die Tochter Sophia Christina Beck (* 1. Juni 1722 in Jena), welche sich am 22. Oktober 1752 in Jena mit dem gräflichen Amtmann in Glauchau Johann Carl Erdmann Nitzsche (getauft 6. März 1722 in Glauchau; † 26. Juni 1787 ebd.) verheiratete, die Tochter Sophia Margaretha Henrietta Beck (* 18. August 1720 in Jena; † 14. November 1722 ebd.) und den Sohn Carl Achatius Beck (* 12. März 1717 in Jena; † 19. Juli 1724 ebd.)

## Weblink
- Werke von und über Kaspar Achatius Beck in der Deutschen Digitalen Bibliothek

| Personendaten    | Personendaten         |
| ---------------- | --------------------- |
| NAME             | Beck, Kaspar Achatius |
| ALTERNATIVNAMEN  | Beck, Caspar Achat    |
| KURZBESCHREIBUNG | deutscher Jurist      |
| GEBURTSDATUM     | 22. Dezember 1685     |
| GEBURTSORT       | Markt Berolzheim      |
| STERBEDATUM      | 28. November 1733     |
| STERBEORT        | Jena                  |